# Wuffingas
Els wuffingas, uffingas o wuffings fou la dinastia governant a Ànglia de l'Est, el regne anglosaxó que avui correspon als comtats anglesos de Norfolk i Suffolk. Els Wuffingas van agafar el seu nom de Wuffa, un dels primers reis. Res és sabut dels membres de la dinastia abans de Rædwald, qui governà aproximadament del 599 al 624. Les invasions vikings del segle ix van destruir els monestirs del regne i amb ells molts documents relacionats amb el govern dels Wuffingas.
El darrer dels wuffingas fou el rei Ælfwald, qui va morir el 749 i que va ser succeït per reis de llinatge desconegut.

Bandera d'Ànglia de l'Est amb l'escut d'armes dels wuffingas al mig

## Arbre familiar
El regne d'Ànglia va ser fundat i poblat per gent d'Europa del nord durant els segles V i VI. Les fonts històriques que relacionen la genealogia dels seus reis inclouen la Crònica anglosaxona i Beda (Historia ecclesiastica), ambdós compilats molts anys després de la formació del regne. També existeixen llistes creades per historiadors medievals, com el segle xii Textus Roffensis, qui potser va tenir accés a altres fonts que més tard es van perdre. La majoria dels reis Wuffingas es troben inclosos en un pedigrí d'Ælfwald, on el mateix Ælfwald és proclama descendent del déu Wōden.
| Ascendència d'Ælfwald         |
| ----------------------------- |
| Ælfwald (Alfwald Aldwulfing)  |
| Ealdwulf (Ældwulf Æðelricing) |
| Ethelric (Æþelric Ening)      |
| Eni (Eni Tytling)             |
| Tytila (Tytla Wuffing)        |
| Wuffa (Wuffa Wehhing)         |
| Wehha (Wehh Wilhelming)       |
| Wilhelm (Wilhelm Hrypping)    |
| Hryth (Hryp Hroðmunding)      |
| Hrothmund (Hroðmund Trigling) |
| Trygil (Trygil Tymaning)      |
| Tyttman (Tytman Casericg)     |
| Caesar (Caser Wodning)        |
| Wōden (Woden Frealafing)      |